# Sinogastromyzon hsiashiensis
Sinogastromyzon hsiashiensis is een straalvinnige vissensoort uit de familie van de steenkruipers (Balitoridae). De wetenschappelijke naam van de soort is voor het eerst geldig gepubliceerd in 1931 door Fang.